# João de Almeida Portugal
D. João de Almeida Portugal (26 de janeiro de 1663 - 26 de dezembro de 1733) foi 2.º conde de Assumar. Embaixador na Catalunha junto a Carlos VI do Sacro Império Romano-Germânico.
Senhor da casa de seu pai, foi segundo conde de Assumar, 2° donatário ou senhor da mesma vila de Assumar, alcaide-mor de Santarém, Golegã e Almeirim, primeiro administrador do Morgadio de Vale de Nabais; comendador de Santa Maria de Loures, São Salvador do Souto, São Salvador de Baldreu, de Sampaio, de Farinha Podre e São Julião de Cambres, todas comendas na Ordem de Cristo. 
Foi capitão-de-mar-e-guerra no Estado da Índia, pertenceu aos Conselhos de Estado e de Guerra de el-Rei D. João V e foi seu gentil-Homem da câmara. Embaixador Extraordinário à corte em Barcelona de Carlos III; foi ainda dos académicos no número da Academia Real de História Portuguesa. Serviu de mordomo-mor em diversas ocasiões. Familiar do Santo Ofício.

## Biografia

### Dados biográficos iniciais
Foi à Índia com seu pai como capitão de infantaria e depois capitão-de-mar-e-guerra na nau Nossa Senhora dos Cardeais e, com o dito posto, se achou no sitio e tomada de Pate, na costa da África, com mais resolução que se esperava de seus poucos anos.
Voltando ao reino de Portugal, foi deputado da Junta dos Três Estados, e em 1704 foi nomeado por D. D.Pedro II capitão do corpo da sua guarda.
Como sucessor da Casa de seu pai, havendo de tirar a Carta do título nobiliárquico de conde lha embaraçou o Procurador da Coroa, a quem venceu por sentença do Senado da Relação de Lisboa. Porque na mercê feita ao avô se declarava no Alvará que no título de conde e senhorio da Vila de Assumar e outras mercês lhe sucederia seu filho, D. Pedro de Almeida, que como Vice-Rei passava a servir no Estado da Índia.
"Prudência e talento eram suas virtudes."

### Embaixador de Portugal na corte do Arquiduque Carlos
Na guerra europeia, em Armada inglesa que aportou em Lisboa em 1705 chegou o almirante e cavaleiro Schovvel que levou Carlos III da Espanha para Valência e Barcelona, onde, tomada esta cidade, assistiu-lhe como Embaixador extraordinário de Portugal D. João de Almeida, conde de Assumar, Veador da Fazenda da Casa do Rei.
```
«
Duvidando o Papa 
Clemente XI
 de reconhecer a Carlos III por rei de Nápoles, o Almirante inglês por despicar se sitiando a 
Civita Vecchia
 soube a atividade do conde evitar esta injuria e contratempo à Igreja e quando o mesmo Papa lhe agradeceu por 1 breve se valeu por diversas vezes dele
». Acadêmico de número da Academia Real de História.
```

Escolhido para acompanhar a Barcelona o Arquiduque Carlos, como embaixador de Portugal, D. João conservou-se a seu serviço o tempo que o Arquiduque se demorou em Espanha. Quando foi aclamado imperador e passou à Alemanha, deixou a mulher na Península e o Conde ficou às ordens da imperatriz como embaixador até que ela partiu ao encontro de seu marido. Regressando à Pátria, teve a nomeação de conselheiro de Estado e em 1721 entrou na Academia Real de História.
D. Pedro II o fez logo deputado da Junta dos Três Estados e o nomeou um dos capitães de sua guarda de corpo, de que teve patente. Em 1704 foi mandado à campanha da Beira com o Arquiduque, que se intitulava Carlos III de Espanha, para quem o Rei o tinha escolhido para o hospedar e lhe assistir na corte e o conduzir à campanha, assistência que fez desde que chegou da Alemanha e partiu para Barcelona; embarcando o Príncipe na Armada da grande aliança a 28 de julho de 1705 o nomeou D Pedro II seu Embaixador Extraordinário para o acompanhar no mar com solenidade e luzimento - passando a armada a sitiar Barcelona, assistiu ao sitio até render-se a 14 de outubro a capital do Principado da Catalunha. Achou-se também na rendição dos Reinos de Valença e de Aragão.
Em 1705 Filipe V sitiou Carlos, passaram apertados dois meses. Em 1706 foi com Carlos a Saragoça, no Reino de Aragão, donde voltou a se incorporar ao exército português, aliado do Marquês das Minas Dom Antônio Luís de Sousa, que se havia feito senhor da corte de Madrid. Voltando o Rei ao Reino de Valença e Principado da Catalunha, seguiu-o. Achou-se com ele nas batalhas de Almenara e de Saragoça, e depois em 1710 em Madrid ocupada. Precisando o príncipe, eleito Imperador Carlos VI, passar à Alemanha tomar posse do Império, deixou a Imperatriz Isabel, sua mulher, com o governo do que então possuía em Espanha, e o conde a assistiu com o seu mesmo caráter de embaixador até ela passar também à Alemanha. Ainda em Barcelona foi nomeado por D. João V para seu Conselho de Estado.
Voltando a Portugal, em 1721 foi eleito acadêmico da Academia Real de História, fazendo sua oração inicial. Foi um dos mais célebres ministros cortesãos. Em 1728 nos desposórios reais fez ofício de Mordomo-Mor e em 1729 também, quando os reis foram a Elvas para a troca de princesas. Em 1729 foi nomeado Gentil-Homem de câmara.

## Dados genealógicos
Era filho do primeiro conde de Assumar D. Pedro de Almeida.
Casou com D. Isabel de Castro (c. 1665 - Lisboa, 1 de julho de 1724), dama da Rainha D. Maria Francisca Isabel de Saboia e de sua filha a princesa, filha de D. João Mascarenhas (1633-1681) 2° Conde da Torre de juro e herdade e 1° Marquês de Fronteira, 1° donatário de Fronteira e Mordomo-Mor de Faro; senhor dos morgados de Coculim e Verodá, na Índia.
Filhos:
1. - em 29 de setembro de 1688, nasceu o 3º conde de Assumar e 1º Marquês de Alorna, D. Pedro Miguel de Almeida Portugal e Vasconcelos.
2. - D. Madalena Bruna de Almeida Portugal e Castro (6 de outubro de 1689-31 de janeiro de 1729). Em outubro de 1704 casou com D. Tomás de Noronha e Brito (1679-1760), 5° Conde dos Arcos de Valdevez, do Conselho d’el-Rei, Brigadeiro com regimento de cavalaria da corte, general de batalha; era filho de Maria Josefa de Távora (filha por sua vez do 1º Marquês de Távora, Luís Álvares de Távora, e de sua mulher, D. Inácia Maria de Meneses) com D. Marcos de Noronha e Brito, 4° Conde de Arcos de Valdevez, Gentil-Homem da Câmara do Infante D. Francisco.
3. - D. Luísa do Pilar e Noronha (6 de janeiro de 1692), dama da Rainha D. Maria Ana de Áustria. Estando justa para casar com D. Francisco de Mascarenhas, 3° Conde de Coculim, desprezando o mundo com heroica resolução tomou o hábito das Capuchas descalças da Madre de Deus em Lisboa. Professou em dezembro de 1718 como Soror Luísa Maria de São José.
4. - D. Diogo Fernandes de Almeida Portugal (21 de abril de 1698-8 de março de 1752). Porcionista do Real Colégio de São Paulo da Universidade de Coimbra, onde tomou o capelo de Doutor em Cânones em 1722; Tesoureiro-Mor da Sé ou catedral de Leiria. Outros benefícios (beneficiado de São Pedro de Torres Novas, de São Miguel de Torres Vedras, de Santa Maria de Góis, de Santa Maria de Águas Santas; deputado do Santo Oficio da Inquisição de Lisboa, acadêmico do número da Academia Real de História e um de seus censores; foi Principal da Sé Patriarcal (da Santa Igreja de Lisboa). Como «Diogo Fernandes de Almeida, dos condes de Assumar» está em 25 de março de 1737 na cerimônia de colocação da imagem do Menino Deus na igreja da Ordem Terceira de São Francisco de Xabregas, da qual Ordem era Ministro; sendo depois Principal da Santa Igreja patriarcal de Lisboa . «Na Academia Real da História foi escolhido para escrever as Memórias do bispado de Miranda. Autor das seguintes obras: «Dissertação historica e apologetica na conferencia da Academia Real da Historia Portugueza, em defesa da conta que deu dos seus estudos», Lisboa, 1732. Anda no tomo XI da «Collecção de Documentos e memorias da Academia» e versa sobre as proeminências e prerrogativas que a si se arrogava o Colégio de São Pedro de Coimbra, adjudicando-se os títulos de pontifício e real, que o autor sustenta não lhe competirem; «Oração recitada na conferencia de 31 de janeiro de 1737, sendo eleito Censor», Lisboa, 1737; «Estatutos da venerável Ordem Terceira da Penitencia de São Francisco de Xabregas», Lisboa, 1742.
5. - D. Francisco de Almeida Portugal Mascarenhas (31 de julho de 1701-18 de outubro de 1745 Almada). Porcionista no dito colégio de São Paulo de Coimbra, passou a servir ao Santo Ofício e foi deputado da Inquisição em Lisboa, depois Promotor na de Coimbra sendo já arcediago de São Pedro de França no bispado de Viseu. Beneficiado de São Pedro de Torres Novas. Foi acadêmico do número da Academia Real de Historia, onde trabalhou muito, e um dos censores da Academia. Principal da Santa Igreja Patriarcal de Lisboa, como o irmão.
6. - D. Antônio de Almeida Portugal (16 de outubro de 1705-4 de maio de 1754). Porcionista como seus irmãos no mesmo Real Colégio de São Paulo da Universidade de Coimbra onde fez atos grandes. Arcediago de Valdiga na Sé de Lamego. Prelado ou Monsenhor Prelaticio da Santa Igreja Patriarcal de Lisboa.
7. - D. José de Almeida Portugal, nascido em 22 de junho de 1714, cavaleiro professo na Ordem de São João de Malta, tendo vindo a oferecer os balções a D. João V em 1736.